# Hesperandra solangeae
Hesperandra solangeae là một loài bọ cánh cứng trong họ Cerambycidae.